# Digital Spy
Digital Spy là một website tin tức về giải trí và truyền thông của Vương quốc Liên hiệp Anh và Bắc Ireland. Theo các thống kê của comScore, đây là website giải trí lớn thứ tư tại Anh với 2,1 triệu người đọc các trang tin. Theo thống kê xếp hạng của Alexa Internet, tính đến tháng 5 năm 2011, Digital Spy là website được truy cập nhiều thứ 87 tại Anh, với xếp hạng thế giới là 2 157.
Digital Spy được lập ra ngày 17 tháng 1 năm 1999 với tên gọi digiNEWS. Sau đó, các trang thành viên của mạng digiNEWS được hợp nhất thành Digital Spy Ltd. năm 2001.
Ngày 9 tháng 4 năm 2008, website được thông báo là đã được mua lại bởi công ty xuất bản tạp chí Hachette Filipacchi UK, thuộc sở hữu của Lagardère Group.

## Giải thưởng Soap
Giải thưởng Soap của Digital Spy là một giải thưởng thường niên, được trao lần đầu năm 2007, tôn vinh những tài năng trong lĩnh vực soap opera.